# ليوستون (نيويورك)
ليوستون (بالإنجليزية: Lewiston (town), New York)‏ هي بلدة أمريكية تقع في الولايات المتحدة في مقاطعة نياغرا، نيويورك. يقدر عدد سكانها بـ 16,262 نسمة .

## أعلام
- بارني إي. ارين